# Acanthodelta praestans
Acanthodelta praestans là một loài bướm đêm trong họ Noctuidae.